# Зелена (Ковельський район)
Зелена — село в Україні, у Ковельському районі Волинської області. Входить до складу Ковельської міської громади, у старостинський округ сіл Зелена та Воля-Ковельська. 
Населення становить 758 осіб.
В селі є «Волинський санаторій матері і дитини «Турія».

## Населення
Згідно з переписом УРСР 1989 року чисельність наявного населення села становила 613 осіб, з яких 304 чоловіки та 309 жінок.
За переписом населення України 2001 року в селі мешкало 755 осіб.

### Мова
Розподіл населення за рідною мовою за даними перепису 2001 року:
| Мова       | Чисельність | Відсоток |
| ---------- | ----------- | -------- |
| українська | 752         | 99,21%   |
| білоруська | 4           | 0,53%    |
| російська  | 2           | 0,26%    |
| Усього     | 758         | 100%     |

## Відомі люди
- Мостика Андрій В'ячеславович (1985—2014) — військовослужбовець 3-го механізованого батальйону 51-ї окремої механізованої бригади (Володимир-Волинський), загинув у бою за Іловайськ (Донецька область) в районі смт Кутейникове.